# Лановичі
Ла́новичі (пол. Łanowice) — село в Бісковицькій сільській громаді Самбірського району Львівської області України. Одне з небагатьох сіл в Україні, де абсолютне польськомовне населення (за переписом 2001 року).

## Назва
Версія назви села походить від того, що першим власником села був пан Якуб з Лунович.

## Географія
Село Лановичі знаходиться за 12 кілометрів на північний схід від міста Самбора.
Площа села становить — 183,1 га, загальна площа — 911,6 га, в тому числі: рілля — 598 га, сінокоси — 88,5 га, пасовища — 172,1 га.

## Історія
Перша письмова згадка про село Лановичі відноситься до 1425 року. Єдиним документом, який зберігся — записи духовенства парафії від 1462 року.
З 1991 року село в складі незалежної України.

## Населення
За переписом населення 2001 року в селі мешкала 651 особа.
Кількість населення станом на 01.01.2007 року — 609 чоловік, в селі налічується 171 двір.
Земельними паями володіють 290 чоловік, розмір земельного паю становить 2.1 гектара.

### Мова
Розподіл населення за рідною мовою за даними перепису 2001 року:
| Мова       | Кількість | Відсоток |
| ---------- | --------- | -------- |
| польська   | 594       | 90.96%   |
| українська | 59        | 9.04%    |
| Усього     | 653       | 100%     |

## Інфраструктура
В селі є будинок культури, бібліотека, магазин, фельдшерський пункт, початкова школа, костел святого Миколая.
Будинок культури на 80 місць побудований в 1859 році, приміщення якого належало єврейській сім'ї. З 1870 року до 1939 року в цьому приміщенні знаходилась школа. З 1940 воно стало будинком культури, де також розташована бібліотека.
Фельдшерський пункт був побудований в 1969 році за кошти державного бюджету і обслуговує жителів села.
Будинок початкової школи побудований в 1907 році і належав чесько-німецькій сім'ї. З 1940 року в цьому приміщенні знаходилась школа. Після стихійного лиха в 1997 році в школі було проведено капітально-відновлювальні роботи.

## Храми
За часи існування села було побудовано 5 костелів. Передостанній костел було побудовано в 1817 році і знищений за часи Радянської влади в 1988 році. Фундамент на діючий костел було закладено в 1989 році, а закінчено і освячено будову костелу в 1993 році. Все будівництво велося за кошти і силами громадян села. Велика допомога в будівництві костелу поступила від громадян Республіки Польща, уродженців села Лановичі. В костелі проводять службу ксьондзи-салітини.

## Постаті

### Перебували, проживали
- Євген Кароль Червінський — польський архітектор, автор дерев'яного костелу святого Миколая в селі Лановичі Самбірського району (1927)[3].